# Aleksander Golba-Michalski

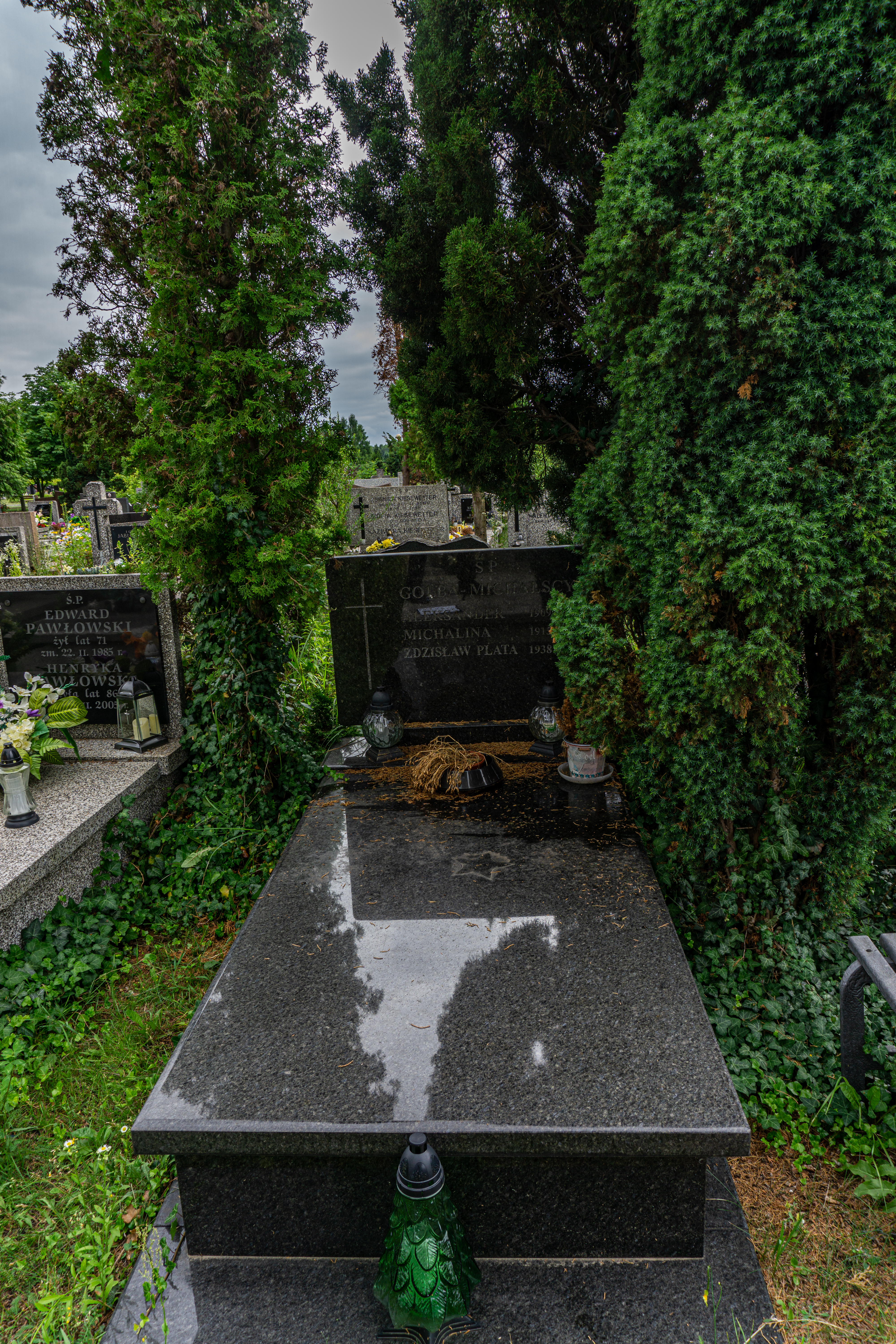
Grób Aleksandra Golbiego-Michalskiego na cmentarzu komunalnym Północnym w Warszawie

Aleksander Golba-Michalski, Aleksander Michalski, ps. Michał (ur. 20 stycznia 1909 w Będzinie, zm. 22 lutego 1985 w Warszawie) – oficer Armii Ludowej (AL), funkcjonariusz Milicji Obywatelskiej (podpułkownik milicji).

## Życiorys
Syn Wojciecha i Marii.
Porucznik Armii Ludowej ps. Michał. Od 3 do 20 lipca 1944 roku był oficerem informacyjnym w Obwodzie II Lublin AL. Od 1 sierpnia 1944 roku p.o. komendanta KM MO w Lublinie, od 1 września 1944 do 15 stycznia 1948 szef Wydziału Służby Śledczej (Oddział II) KG MO w Warszawie. Decyzją Komendanta Głównego MO z 13 stycznia 1948 roku odkomenderowany do dyspozycji MON na Akademię Sztabu Generalnego WP. W styczniu 1950 roku przeniesiony przez Szefa Departamentu Personalnego MON do dyspozycji KG MO jako nieodpowiadający warunkom słuchacza ASG WP i zwolniony z dniem 31 stycznia 1950 roku.
Pochowany na cmentarzu komunalnym Północnym na Wólce Węglowej (kwatera W-II-9-3-11).

## Ordery i odznaczenia
- Krzyż Kawalerski Orderu Odrodzenia Polski (10 października 1945)[4]
- Złoty Krzyż Zasługi (4 października 1946)[5]